# مريم حسوني
مريم حسوني (بالهولندية: Maryam Hassouni)‏ هي مؤدية وممثلة هولندية من أصل مغربي، ولدت في 21 سبتمبر 1985 بأمستردام في هولندا.

## وصلات خارجية
- مريم حسوني على موقع IMDb (الإنجليزية)
- مريم حسوني على موقع أول موفي (الإنجليزية)
- مريم حسوني على موقع قاعدة بيانات الفيلم (الإنجليزية)
- مريم حسوني على موقع كينوبويسك (الروسية)